# Rudolfijev kit
Rudolfijev kit ili Sej-kit (Balaenoptera borealis) je kit usan i treći najveći brazdeni kit nakon plavog kita i kita perajara. Nastanjuje većinu oceana i obližnjih mora, te odabire najradije duboke vode daleko od obale. Zaobilazi polarne i tropske vode i djelomično zatvorena morska područja. Rudolfijev kit migrira godišnje od hladnijih voda ljeti do umjerenih i suptropskih voda.
Zna doseći veličinu i do 19,5 metara i težinu do 28 tona, te dnevno konzumira prosječno 900 kg hrana, uglavnom kopepoda, krila i zooplanktona. Među najbržim je kitovima, i zna dosegnuti brzinu od 50 km/h na kratko vrijeme. Ime ovog kita potječe od norveške riječi za norvešku ribu Pollachius koja se javlja u isto vrijeme godine kada i Rudolfijev kit.
Zbog rasprostranjenog kitolova u 19. i 20. stoljeću, kada je ulovljeno preko 255.000 kitova, broj primjeraka Rudolfijevog kita je značajno smanjen te je danas međunarodno zaštićen, iako se ograničen broj lova odigrava zbog kontroverznog programa istraživanja kojeg provodi Japan. 2008. godine, stručnjaci su procijenili da je populacija ovog kita bila oko 80.000 primjeraka, tek trećina broja prije masovnog kitolova.

## Etimologija
Rudolfijev kit duguje svoje englesko ime (Sei whale) norveškom nazivu za ribu Pollachius, bliskog rođaka bakalara. Ovi kitovi su se javljali u isto vrijeme kao i ta riba u blizini norveške obale, jer se oboje hrane planktonom. Njegovo latinsko ime je borealis, što znači "sjeverni". U Japanu, ovaj kit se zove iwashi kujira, ili sardinski kit. Također se katkad zove i manji kit perajar jer donekle podsjeća na tu vrstu kita. Američki prirodoslovac Roy Chapman Andrews usporedio je Rudolfijevog kita s gepardom, jer je sposoban postići veliku brzinu u moru na nekoliko stotina metara, ali "se ubrzo umori ako potjera predugo traje" i "nema snage ili izdržljivosti svojih većih rođaka".

## Taksonomija
21. veljače 1819., kit od 9,8 metara se nasukao kraj Grömitza, u pokrajini Schleswig-Holstein. Švedsko-njemački prirodoslovac Karl Rudolphi ga je isprva identificirao kao Balaena rostrata (=Balaenoptera acutorostrata). 1823., francuski prirodoslovac  Georges Cuvier opisao je Rudolphijev primjerak pod imenom "rorqual du Nord". 1828., Rene Lesson je preveo taj naziv u Balaenoptera borealis, na temelju Cuvierovog opisa Rudolphijeva primjerka i dijelom na ženki od 16,4 metara koja se nasukala na obali Francuske prethodne godine (koji je kasnije identificiran kao mladi kit perajar, Balaenoptera physalus). 1846., engleski zoolog John Edward Gray, ignorirajući Lessonov opis, nazvao je Rudolphijev primjerak Balaenoptera laticeps, nakon čega su se i drugi pridržavali toga. 1865., britanski zoolog William Henry Flower nazvao je primjerak od 13,7 metara, koji je nabavljen iz Pekalongana, na sjevernoj obali Jave, Sibbaldius (=Balaenoptera) schlegelii — trebalo je sve do 1946. da ruski znanstvenik A.G. Tomilin stvori sinonime od vrsta S. schlegelii i B. borealis, te stvori podvrste B. b. schlegelii i B. b. borealis. 1884. – 85., norveški znanstvenik G. A. Guldberg prvi je identificirao "sejhval" Finnmarka kao B. borealis.
Rudolfijev kit je brazdeni kit (rod Balaenopteridae), u koje spadaju i grbavi kit i plavi kit. Brazdeni kitovi potječu od norveške riječi røyrkval, što znači "brazdeni kit". Brazdeni kitovi razvili su se od kitova usana, od sredine miocena. Ipak, malo se zna o tome kada su se porodice i rodovi ovih kitova razdvojili jedno od drugih.
Dvije podvrste ovog kita su identificirane; sjeverni Rudolfijev kit (Balaenoptera borealis borealis) i južni Rudolfijev kit (Balaenoptera borealis schlegelii). Njihovi se dosezi ne poklapaju.

## Opis
Rudolfijev kit je treći najveći brazdeni kit, nakon plavog kita (koji zna težiti i do 180-200 tona) i kita perajara (koji zna težiti i od 70-77 tona). Na sjeveru Tihog oceana, odrasli mužjaci imaju prosječnu dužinu od 13,7 metara a odrasle ženke od oko 15 metara, dok na sjeveru Atlantika mužjaci imaju dužinu od 14 metara, a ženke od 14,5 metara. Na južnoj hemisferi dužine su im prosječno 14,5 i 15 metara. Na sjevernoj hemisferi, mužjaci znaju doseći dužinu i do 17,1 metara a ženke i do 18,6 metara, dok na južnoj hemisferi mužjaci znaju doseći dužinu od 18,6 metara a ženke do 19,5 metara. Autentičnost jednog navodnog primjerka od 22 metra koji je ulovljen 80-ak kilometara sjeverozapadno od St. Kilda u srpnju 1911. je osporena. Najveći priznati primjerci ulovljeni oko Islanda imali su 16,15 metara (ženka) i 14,6 metara (mužjak), a najveći ulovljeni oko Nove Škotske 15,8 metara (ženka) i 15,2 metara (mužjak). Najveći primjerci osoblja povjerenstva Discovery bili su mužjak od 16,15 metara i ženka od 17,1 metara, koji su oboje ulovljeni u okolici Južne Georgije. Odrasli kitovi teže između 15 i 20 metričkih tona — trudna ženka od 16,4 metara, ulovljena kraj Natala 1966., težila je 37,75 metričkih tona (minus 6% gubitka tekućine prilikom vađenja). Ženke su značajno veće od mužjaka. Prilikom poroda, mladi kit dugačak je oko 4,4-4,5 metara.

## Anatomija
Tijelo ovog kita je tamno sivkasto s bijelo-sivom bojom na trbuhu. Ima oko 32–60 brazda između peraja i pupka, zbog čega mu je povećanje usne šupljine tijekom hranjenja ograničen u usporedbi s drugim vrstama. Kljun mu je izdužen a peraje su mu relativno male, tek oko 9%–10% dužine tijela, te izdužene na rubovima. Ima jednu brazdu koja se proteže od kljuna do dišnog otvora koja je karakteristična brazdenim kitovima.
Koža kita je prekrivena rupama ili ranama, koje postanu bijeli ožiljci nakon što zacijele. Danas se zna da ih uzrokuje morski pas Isistius brasiliensis. Ima veliku leđnu peraju čija je visina oko 38–90 cm, a smještena je otprilike na dvije trećine tijela gledano od vrha kljuna. Izgled, pigmentacija i ožiljci leđne peraje iskorišteni su radi fotografske identifikacije u nekim istraživanjima. Rep je debeo a stražnja peraja je relativno mala u usporedbi s dužinom tijela.
Odrasle jedinke imaju 300–380 crnih usi na svakoj strani usta, koje su duge oko 80 cm. Svaka us je sastavljena od keratina, koji graniči s vrlo finom, kratkom bijelom čekinjom. Ove vrlo fine čekinje od 0,1 mm su najpouzdanije karakteristike koja razlikuju Rudolfijevog kita od drugih kitova.
Rudolfijev kit izgleda slično kao i drugi brazdeni kitovi. Veliki primjerci katkad se pomiješaju s kitom perajarom ako se ne uoči jasna asimetrična boja glave ovog potonjeg. Kit perajar ima čeljust koja je bijela na desnoj strani, a na lijevoj siva, te ima relativno ravni kljun.

## Životni ciklus
Rudolfijev kit uglavnom putuje sam ili u zajednici od najviše šest jedinki. Veće skupine mogu se pojaviti na područjima bogatim prehranom. Jako malo se zna o njihovoj društvenoj strukturi. Tijekom ljeta 1986., skupine od najmanje tri Rudolfijeva kita su promatrana u zaljevu Maine kako se "druže" - nasumično su se gibali, okretali i ostali na površini preko 10 minuta. Jedan kit bi uvijek napuštao skupinu tijekom takvih druženja.
Rudolfijev kit je među najbržim kitovima. Zna doseći brzinu i do 50 km/h na kraćim udaljenostima. Ipak, nije izniman ronilac, jer doseže plitka područja tek za pet do petnaest minuta. Između ronjenja, kit izlazi na površinu, te ga se može vidjeti u mirnim vodama. Za razliku od kita perajara, Rudolfijev kit ima tendenciju ne izroniti visoko iz vode nakon ronjenja, te uglavnom samo potone ispod površine. Dišni otvor i leđna peraja se pritom vide vrlo jasno. Stražnja peraja gotovo nikada ne izranja iz vode.

### Prehrana
Ovaj kit se hrani filtriranjem hrane iz vode. Otvara usta, grabi veliku količinu morske vode s hranom, i onda filtrira vodu van kroz usi. Preostala hrana ostaje u ustima.
Rudolfijev kit se hrani u blizini površine oceana te konzumira prosječno oko 900 kg hrane dnevno. Za životinju njegove veličine, izvori hrane su mu netipično organizmi koji se nalaze blizu dna hranidbenog lanca: zooplankton i male ribe. Kitove sklonosti su utvrđene analizom želuca, izravnim promatranjem i ponašanjem prilikom prehrane, te analizom izmeta skupljenoga u njegovoj blizini, koji se javlja u obliku razvodnjenog smeđeg oblaka. Fekalije su skupljene u mrežama, te je potom iz njih odvojena DNA i individualno identificirana, te je potvređno podudaranje s poznatim vrstama. Ovaj kit se nadmeće za hranu s haringama, golemom psinom i pravim kitovima.
U sjevernom Atlantiku, hrani se kalanoidom - Calanus finmarchicus - a voli i kril, osobito Meganyctiphanes norvegica i Thysanoessa inermis. U sjevernom Tihom oceanu, hrani se zooplanktonom, osobito vrstama Neocalanus cristatus, N. plumchrus i Calanus pacificus, ali i Euphausia pacifica, E. similis, Thysanoessa inermis, T. longipes, T. gregaria i T. spinifera. Povremeno jede i veće organizme, kao što je japanska leteća hobotnica, Todarodes pacificus pacificus, i male ribe, kao što su inćuni (Engraulis japonicus i E. mordax), srdele (Sardinops sagax), Cololabis saira, Scomber japonicus i S. australasicus, Trachurus symmetricus i Sebastes jordani. Neke od ovih riba su komercijalno važne. U okolici Kalifornije, kitovi se hrane inćunima između lipnja i kolovota, te krilom (Euphausia pacifica) tijekom rujna i listopada. U južnoj hemisferi, poprimaju funkciju predatora i love manje ribe kao plijen: Neocalanus tonsus, Calanus simillimus, Drepanopus pectinatus, kao i Euphausia superba i Euphausia vallentini te rakušac Themisto gaudichaudii.

### Razmnožavanje
Parenje se odigrava u umjerenim, subtropskim morima tijeko zime. Gestacija traje između 10,5 mjeseci, 11,5 mjeseci ili jednu godinu, ovisno o tome koji se model fetusa uzima u obzir. Različite procjene su rezultat nesposobnosti znanstvenika promatrati cijelu trudnoću; većina podataka o razmnožavanju za brazdene kitove dobiveno je od životinja koje su ulovili kitlovci, što nudi tek mali djelić znanja o razvoju fetusa. Znanstvenici pokušavaju ekstrapolirati podatke o začeću uspoređujući veličinu fetusa i karakteristikama mladunčadi.
Mladi kitovi prestaju jesti od majke nakon 6–9 mjeseci, kada dosežu dužinu od 8-9 metara, uglavnom tijekom ljeta ili jeseni, na područjima hranjenja. Ženke se razmnožavaju svake 2–3 godine, te uglavnom dobivaju jednog potomka. Na sjevernoj hemisferi, mužjaci su zreli za parenje kada dosegnu dužinu od 12,8-12,9 metara a ženke dužinu od 13,3-13,4 metara, dok je na južnoj hemisferi to pravilo za mužjake dužine od oko 13,6 metara a ženke od 14 metara. Spolna zrelost se doseže nakon 8–10 godina za oba spola. Ovi kitovi znaju doseći starost od 65 godina.

### Glasanje
Rudolfijev kit proizvodi duge, glasne zvukova na niskoj frekvenciji. relativno malo se zna o njegovim specifičnim glasanjem, ali 2003. su promatrači zabilježili zvukove Rudolfijevog kita, kao i dodatne zvukove "režanja" i "pištanja" kraj obale antarktičkog poluotoka. Mnogi pozivi su se sastojali od raznih dijelova na različitim frekvencijama. Ova kombinacija razlikuje njihov glas od drugih kitova. Većina zvukova trajali su oko pola sekunde, te su se pojavili u rasponu između 240–625 hertza, duboko u rasponu ljudskog sluha. Najglasniji zvuk desgao je 156 decibela relativno prema 1 micropascalu (μPa) pri referentnoj udaljenosti od jednog metra. Promatrač smješten jedan metar od kita teoretski bi čuo jačinu zvuka koja je usporediva s onom udarca velikog čekića na tvrdu površinu udaljenu dva metra.
U listopadu 2002., znanstvenici su zabilježili pozive u prisutnosti Rudolfijevog kita u okolici otoka Maui. Svi su bili prigušeni zvučni pozivi, izuzev dva koja su se nalazila na frekvenciji u rasponu od 39.1 Hz do 21 Hz u trajanju od 1,3 sekunde – dvije najviše frekvencije su dosegle raspon od 100,3 Hz do 44.6 Hz tijekom trajanja od jedne sekunde. Ovi pozivi su gotovo identični prije zabilježenim pozivima u okolici Oahua za koje se prije smatralo da su potjecali od kita perajara. Između 2005. i 2007., niske frekvencije glasanja su zabilježene i u zaljevu Maine, istočno od Cape Coda, Massachusettsa, koje se također povezuje s Rudolfijevim kitom. Ovi pozivi su trajali između 82,3 Hz do 34 Hz te trajali oko 1,4 sekunde. Ovaj poziv je zabilježen i u okolici Nove Engleske, središnjeg Atlantika i Davisovog prolaza. Vjerojatno se radi o pozivu za kontaktiranje drugih kitova.

## Doseg i migracija
Rudolfijev kit živi u svim oceanima, iako vrlo rijetko u polarnim predjelima ili u tropskim vodama. Poteškoća razlikovanja istog od drugih brazdenih kitova povremeno stvara probleme u utvrđivanju njihovog točnog raspona i populacije, pogotovo u toplijim vodama gdje je Brydeov kit vrlo čest.
U sjevernom Atlantiku, raspon mu je od Južne Europe ili Magreb do Norveške, i od juga SAD-a do Grenlanda. Najjužniji dosezi ovog kita koji su potvrđeni obuhvaćaju slučajeve nasukanih kitova na obali Meksičkog zaljeva i Velikih Antila. Uzduž svojeg raspona, ovaj kit izbjegava poluzatvorena mora, kao što je Meksički zaljev, zaljev Sainta Lawrencea, Hudsonov zaljev, Sjeverno more i Sredozemno more. Prebiva najradije u dubokim vodama, najčešće iznad Epikontinentalnih pojasa, bazenima između obala, ili područja podvodnih klanaca.
Na sjeveru Tihog oceana, raspon mu je od 20°N do 23°N geografske širine tijekom zime, te od 35°N do 50°N geografske širine tijekom ljeta. Otprilike 75% populacije sjevernog Tihog oceana živi istočno od međunarodne datumske granice, ali postoji malo podataka o rasprostranjenosti na sjeveru Tihog oceana. Dva kita etiketirana kraj obale Kalifornije su kasnije ulovljena kraj obale Washingtona i Britanske Kolumbije, otkrivajući moguću sponu između ta dva područja, ali zbog manjka podataka o drugim etiketiranim kitovima ova dva slučajeva su nepouzdana. U južnoj hemisferi, ljetna rasprostranjenost ovog kita se temelji na povijesnim podacima o ulovu između 40°S i 50°S geografske širine u južnom Atlantiku i južnom Indijskom oceanu te 45°S i 60°S u južnom Tihom oceanu, dok je distribucija tijekom zime slabo istražena, a jedno od područja u kojima je Rudolfijev kit prezimio bile su vode sjeveroistočno od Brazila i Perua. Većina primjeraka Rudolfijevog kita ulovljenoga kraj Angolae i Konga, kao i drugih područja oko ekvatorske Zapadne Afrike, je krivo identificirano te se u stvari radilo o Brydeovom kitu. Primjerice, Ruud (1952) je utvrdio da je 42 navodnih Rudolfijevih kitova ulovljenih kraj Gabona zapravo bilo Brydeovi kitovi. Tijekom promatranja kitova u vodama Angole između 2003. i 2006., samo je jedno viđenje dvaju primjeraka ovog kita potvrđeno u kolovozu 2004., u usporedbi s čak 19 viđenja Brydeovih kitova.

### Migracije
Rudolfijev kit općenito migrira godišnje od hladnih i subpolarnih voda do umjerenih i subtropskih voda tijekom zime, gdje ima više hrane. U sjevernom Atlantiku, viđenja i povijesni dokumenti o ulovu sugeriraju da ovaj kit putuje sjeverno uzduž obala grebena kako bi stigao do Georgesove obale i zaljeva Mainea do lipnja. Prisutni su i oko južne obale Newfoundlanda u kolovozu i rujnu, te kreće na putovanje prema zapadu i jugu uzduž Nove Škotske od sredine rujna do sredine listopada. Kitovi se javljaju u Labradorskom moru već u prvim tjednima lipnja te kreću prema sjeveru, do južnih obala  Grenlanda tijekom kasnog ljeta. U sjevernom Atlantiku, Rudolfijev kit prezimljuju sve do Zapadne Afrike. Velike ženke predvode migracije kako bi stigli do Danskog prolaza ranije od ostalih spolova i klasa, do sredine lipnja, gdje ostaju sve do sredine rujna. Povremeno mužjaci i mlade ženke znaju ostati na južnijim geografskim širinima tijekom ljetnih mjeseci.
Točne rute migracija nisu dobro istražene te znanstvenici ne mogu predvidjeti točno gdje će se koja skupina pojaviti od godine do godine. F.O. Kapel je zabilježio vezu između pojava ovih kitova zapadno od Grenlanda i putovanja relativno tople vode Sjevernoatlantske struje u ta područja. Neki podaci navode da se pojedini kitovi vraćaju kraj obale Islanda svake godine. Jedan etiketirani kit kraj voda Faiala, u Azorima, je putovao više od 4.000 km do Labradorskog mora putem frakture Charlieja-Gibbsa između travnja i lipnja 2005. Sedam etiketiranih kitova u vodama Faiala i Pica od svibnja do lipnja 2008. i 2009. je putovalo do Labradorskog mora, dok je osmi kit, praćen od rujna 2009., krenuo jugoistočno - signal mu je izgubljen između Madeire i Kanarskih otoka.

## Kitolov
Razvoj eksplozivnih harpuna i parobroda u kasnom 19. stoljeću dovelo je do toga da su veliki brojevi kitova došli unutar dosega komercijalnih kitolovaca. Isprva su ih brzina i izbjegavanje, kao i mala količina iskoristivog ulja i mesa djelomično štitili Rudolfijeve kitove i išli im u korist. No nakon što su zalihe puno isplativijih pravih kitova, plavih kitova i kita perajara iskorištene, i Rudolfijev kit se našao na meti kitolovaca, osobito od 1950. do 1980.

### Sjeverni Atlantik
U sjevernom Atlantiku, između 1885. i 1984., ulovljeno je 14.295 Rudolfijeva kita. Lovili su ih u velikim brojevima kraj obale Norveške i Škotske krajem 19. i početkom 20. stoljeća, a samo 1885., ulovljeno je više od 700 primjeraka kraj Finnmarka u Norveškoj. Njihovo meso bilo je popularno u norveškim kuhinjama.
U Islandu, ulovljeno je ukupno 2.574 kitova u stanici Hvalfjörður između 1948. i 1985. Počevši od 1960-ih i ranih 1970-ih, Rudolfijev kit je postao druga najtraženija meta islandskih kitolovaca nakon kita perajara, a potražnja za njegovim mesom postala je veća od kitovog ulja, prethodne glavne mete.
Manje količine kitova ulovljeno je i kraj Iberskog poluotoka, počevši od 1920-ih, od španjolskih kitolovaca, kraj voda Nove Škotske početkom 1970-ih od kanadskih kitolovaca, i kraj obale zapadnog Grenlanda od 1920-ih do 1950-ih od norveških i danskih kitolovaca.

### Sjeverni Tihi ocean
Na sjeveru Tihog oceana, ukupno je zabilježeno 72.215 ulovljenih kitova od 1910. do 1975.; većina je ulovljena nakon 1947. Obalne stanice u Japanu i  Koreji su obrađivale 300–600 kitova svake godine između 1911. i 1955. 1959., zabilježen je vrhunac japanskog ulova, s 1.340 usmrćenih kitova. Teško iskorištavanje na sjeveru Tihog oceana počelo je ranih 1960-ih, a ulov je bio prosječno 3.643 kita svake godine od 1963. do 1974. (ukupno 43.719 primjeraka). 1971., nakon desetljeća stalnog izlova, ovaj kit postao je rijedak u japanskim obalama, čime je komercijalni kitolov završio 1975.
Kraj obale Sjeverne Amerike, Rudolfijev kit je ulovljen kraj britanske Kolumbije, od 1950-ih do sredine 1960-ih, kada je broj ulovljenih kitova spao na samo 14 primjeraka godišnje. Više od 2.000 je ulovljeno kraj Britanske Kolumbije između 1962. i 1967. Između 1957. i 1971., kalifornijske obalne stanice su obradile 386 kitovas. Komercijalni kitolov Rudolfijeva kita završio je na istoku sjevernog Tihog oceana 1971.

### Južna hemisfera
Ukupno 152.233 kitova je ulovljeno na Južnoj hemisferi između 1910. i 1979. Kitolovci su isprva tražili grbave kitove, no već 1913., ova vrsta je postala rijetka, te je stoga kitolov preusmjeren na plave kitove i kitove perajare. Kada su i te vrste postale rijetkost, dramatično je povećan lov na Rudolfijeva kita kasnih 1950-ih i ranih 1960-ih. Ulov je doživio vrhunac 1964. – 65. kada je ubijeno preko 20.000 tih kitova, ali 1976., taj broj je pao na manje od 2.000, te je kitolov i za tu vrstu završen 1977.

### Zaštita kita
Od moratorija na komercijalni izlov kitova, Rudolfijev kit se jedino lovio od Islanda i Japana radi navodnog istraživačkog programa IWC-ja (Međunarodna komisija za kitolov). Island je proveo četiri godine znanstvenog kitolova između 1986. i 1989., te ubio 40 Rudolfijeva kita godišnje.
Japanski kitolovci su pak ubili 50-ak Rudolfijevih kitova svake godine radi tog istraživanja. Istraživanje provodi Institut istraživanja kitova (ICR) u Tokiju, privatno financirana, neprofitna institucija. Glavno težište istraživanja je istražiti što kitovi jedu kako bi se procijenilo natjecanje između ribara i kitova. Dr. Seiji Ohsumi, ravnatelj ICR-a, je izjavio,
"Procjenjuje se da kitovi konzumiraju između 3 do 5 puta više morskih resursa nego što ljudi love radi ljudskog konzumiranja, stoga naše istraživanje kitova daje vrijedne informacije o poboljšanju upravljanja svih naših resursa."
Dodao je i ovo: 
"...Rudolfijev kit je druga najbrojnija vrsta kita na zapadu sjevernog Tihog coeana, a populacija mu se procjenjuje na preko 28.000 jedinki. Nije ugrožen."
Udruge za očuvanje životinja, kao što je Svjetska fondacija za prirodu, osporavaju vrijednost ovih istraživanja, te ukazuju na tu da se ovaj kit hrani hobotnicama i planktonom koje ne love ljudi, dok mu je riba vrlo rijetko na jelovniku. Njihov stav o ovom programu je sljedeći:
"[To je] ništa više nego plan kako bi se kitolov kriomice održao na poslu, i potreba da se kit iskoristi kao žrtveno janje za prevelik ribolov kojeg provode ljudi."
Tijekom sastanka znanstvene komsije IWC-a 2001., 32 znanstvenika su izdala dokument u kojem izražavaju stav da ovaj japanski program nema znanstvenog pokrića te da ne zadovoljava standarde za znanstvene recenzije.
2010., restoran u Los Angelesu, koji je potvrdio da poslužuje kitovo meso, je zatvoren od vlasnika nakon što su ga vlasti izdale kaznenu prijavu protiv njega zbog prodaje mesa ugrožene vrste.

## Status zaštite
Rudolfijev kit nije imao međunarodnu zaštitu do 1970., kada je Međunarodna komisija za kitolov (IWC) po prvi put uspostavila kvotu ulova za sjeverni Tihi ocean. Prije kvota, nije bilo ograničenja za lov i ubijanje kitova. Potpuna zaštita od komercijalnog kitolova u sjevernom Tihom oceanu stupila je na snagu 1976.
Kvota za Rudolfijevog kita u sjevernom Atlantiku počela je 1977. Zalihe Južne hemisfere bile su zaštićene 1979. Suočeni s gomilom dokaza da nekoliko vrsta kitova neminovno prijeti potpuno izumiranje, IWC je uspostavila potpuni moratorij na komercijalni kitolov od 1986.
Kasnih 1970-ih, bilo je "piratskih" kitolovaca na istoku sjevernog Atlantika. Nema dokaza nezakonitog kitolova na sjeveru Tihog oceana, iako priznanje da su podaci o kitolovu SSSR-a krivo interpretirani znači da informacije o ulovu nisu potpuno pouzdane.
Međunarodna udruga za očuvanje prirode i prirodnih bogatstava (IUCN) je ovu vrstu stavila na svoj crveni popis ugroženih vrsta 2000. Populacije Sjeverne hemisfere su klasificirane kao Dodatak II prema Washingtonskom sporazumu o zaštiti vrsta, što ukazuje da nisu pod izravnom prijetnjom izumiranja, ali bi mogli postati ako se ne uvrste na popis. Populacija na Južnoj hemisferi je klasificirana kao Dodatak I istog sporazuma, što ukazuje da im prijeti nestanak ako se ulov ne zaustavi.
Rudolfijev kit je klasificiran kao Dodatak I i II prema popisu kojeg je sastavila Konvencija o zaštiti migratornih vrsta divljih životinja (CMS). Dodatak I navodi da ovoj vrsti prijeti izumiranje na cijelom ili velikom dijelu područja kojeg nastanjuje dok Dodatak II ukazuje da ima nedovoljan status zaštite ili bi imala značajnu pogodnost od međunarodne suradnje i ugovora da joj se poboljša zaštita.
Memorandum za očuvanje kitova i njihovog staništa u području Tihog oceana (MOU) i Ugovor o zaštiti malih kitova Baltika, sjevernog istoka Atlantika i Sjevenih mora (ACCOBAMS) također određuju zaštitu Rudolfijevog kita.

## Procjena ukupne populacije
Trenutna populacija se procjenjuje na oko 80.000 jedinki, tek trećina populacije prije razdoblja kitolova. Istraživanje iz 1991. je procijenilo da postoji tek 4.000 jedinki na sjeveru Atlantika. Rudolfijev kit je bio rijetka pojava 1960-ih i ranih 1970-ih kraj voda sjeverne Norveške. Često objašnjenje za njegov nestanak je prevelik izlov kita. Drastično smanjivanje zaliha kopepoda na sjeveruistočnom Atlantiku krajem 1960-ih je također mogući krivac. Istraživanje oko Danskog prolaza je pronašlo 1.290 kitova 1987. godine, te 1.590 kitova 1989. Populacija ovog kita u Novoj Škotskoj se procjenjuje na između 1.393 i 2.248, s minimum od 870 jedinki.
Istraživanje iz 1977. je procijenilo da Tihi ocean ima ukupno 9.110 jedinki. Japanski izvori navode da su ti podaci zastarjeli, te su 2002. tvrdili da je na zapadu Sjevernog Atlantika bilo preko 28.000 kitova, broj kojeg pak znanstvena zajednica ne prihvaća. U kalifornijskim vodama, samo je jedno viđenje ovog kita potvrđeno u zračnim i morskim istraživanjima od 1991. do 1993., dok su pet preostalih viđenja i dalje upitno, dok nije bilo nijednog potvrđenog viđenja u okolici Oregona i Washingtona. Prije komercijalnog kitolova, sjeverni Tihi ocean je bio dom oko 42.000 ovih kitova. Do prestanka kitolova, populacija je spala na 7.260 do 12.620 jedinki.
Na južnoj hemisferi, populacija se procjenjuje na između 9.800 i 12.000 primjeraka, na temelju povijesti ulova i CPEU-a. IWC procjenjuje 9.718 kitova na temelju istraživanja provedenog između 1978. i 1988. Prije komercijalnog kitolova, procjenjuje se da je bilo 65.000 ovih kitova.

## Daljnje čitanje
Oudejans, M. G. and Visser, F. 2010. First confirmed record of a living sei whale (Balaenoptera borealis (Lesson, 1828)) in Irish coastal waters. Ir Nat. J. 31: 46 - 48.

## Vanjske poveznice
- US National Rudolfijev kit na Marine Fisheries Service
- ARKive – Slike i filmovi o Rudolfijevom kitu (Balaenoptera borealis)  Arhivirana inačica izvorne stranice od 3. svibnja 2006. (Wayback Machine)
- Rudolfijev kit-profil Svjetska fondacija za prirodu
- Službeni website o sporazumu o zaštiti kitova
- Službeni website o memorandumu o razumijevanju za očuvanje kitova i njihovih staništa

Ostali projekti
|  | Zajednički poslužitelj ima još gradiva o temi Balaenoptera borealis |
|  | Wikivrste imaju podatke o taksonu Balaenoptera borealis             |